# Daireaux (Buenos Aires)
Daireaux is een plaats in het Argentijnse bestuurlijke gebied Daireaux in de provincie Buenos Aires. De plaats telt 10.932 inwoners.

## Geboren
- Omar Oreste Corbatta (1936-1991), voetballer